# تليد (اسم)
تليد هو اسم علم مذكر من أصل عربي، ومعناه هو الموروث عن الأجداد.

## وصلات خارجية
- موسوعة السلطان قابوس لأسماء العرب نسخة محفوظة 5 أبريل 2019 على موقع واي باك مشين.